# Sidi El Hattab
Sidi El Hattab (arabiska: سيدي الحطاب) är en ort i Marocko.   Den ligger i regionen Marrakech-Safi, 200 km söder om huvudstaden Rabat.